# Roskilde Vandtårn
Roskilde Vandtårn er et 34 meter højt vandtårn med en kapacitet på 6.000 m3 vand, der i løbet af 2009 blev taget ud af drift, beliggende på Bymarken i Roskilde. Oven på tårnet, 84 meter over fjorden, befinder Restaurant Toppen sig, mens der nedenunder er bygget en svømmehal kaldet Roskilde Badet.

## Historie
Da vandtårnet blev opført på Bymarken i 1960, havde der længe været behov for et ekstra vandtårn i byen, hvor vandtrykket havde været utilstrækkeligt i de fleste højtliggende boliger. Allerede i 1948 havde der været tale om et 5.000 m3 vandtårn, men det blev af politiske årsager ikke gennemført. Fem år efter blev en aftale så etableret, hvor et nyt vandtårn skulle opføres. Der skulle dog gå yderligere fire år, før det i 1957 blev bestemt, at tårnet skulle have kapacitet til 6.000 m3 og på hvilken kote, det skulle stå.
Desuden skulle en svømmehal under tårnet bygges og toppen skulle indrettes som restaurant. En konkurrence, der skulle fastsætte restaurantens navn, blev udskrevet, og det endte med, at navnet "Toppen" blev vedtaget. Arbejdet blev herefter overdraget til ingeniørfirmaet Chr. Ostenfeld og W. Jønsson, som stod for projektudformningen. Nogle opgaver blev udliciterede, og således fandt E. Pihl & Søn frem til en økonomisk god måde at bygge tårnet: Tankens underste plade skulle støbes på jorden for derefter at hæves med donkrafte for trin for trin at opbygge søjlerne.
I 2009 blev vandtårnet taget ud af drift og solgt.

## Arkitektur
Vandtårnet er en cylindrisk beholder støttet af 8 søjler, som danner en ring med en diameter på 28,6 meter. Beholderen er 36 meter i diameter og 6 meter høj, og det øverste vandspejl ligger i koten 83. Den er udformet som to selvstændige beholdere for at gøre reparationer og lignende muligt uden at lukke helt for vandtrykket.